# John G. Sclater
John George Sclater (* 17. Juni 1940 in Edinburgh) ist ein schottischstämmiger US-amerikanischer Geophysiker.
Sclater ist der Sohn eines Arztes und studierte an der Universität Edinburgh (Bachelor 1962) und der University of Cambridge, an der er 1966 in Geophysik bei Edward Bullard promoviert wurde. In dieser Zeit kam er in Kontakt mit der aktuellen Forschung zur Plattentektonik, die sich damals durchzusetzen begann. 
Er war seit 1965 an der Scripps Institution of Oceanography in San Diego, anfangs mit einem Stipendium der National Science Foundation, wobei er (auf Einladung von Robert L. Fisher) an Expeditionen mit dem Forschungsschiff RV Argo im Indischen Ozean teilnahm. Er war ab 1967 Assistant Research Geophysicist und am Ocean Heat Flow Programm des Scripps Institute beteiligt. Er lud 1968 seinen ehemaligen Zimmergenossen in Cambridge Dan McKenzie, der 1967 eine Pionierarbeit über den Mechanismus der Plattentektonik veröffentlicht hatte, auf eine Expedition in den Indischen Ozean ein, was zu einer gemeinsamen Veröffentlichung über die plattentektonische Geschichte des Indischen Ozeans führte und zu beider Aufnahme in die Royal Society. 
Ab 1972 war er Associate Professor und später Professor für Marine-Geophysik und Ozeanographie am Massachusetts Institute of Technology (MIT). 1981 bis 1983 war er dort Direktor des gemeinsamen Ozeanographie-Programms des Woods Hole Institute und des MIT. 1983 wurde er Professor für Geologie an der University of Texas at Austin, wo er auch Associate Director des Instituts für Geophysik war. Ab 1991 war er Professor für Geophysik am Scripps Institute der University of California, San Diego.
1985 erhielt er die Walter H. Bucher Medal der American Geophysical Union und 1979 den Rosenstiel Award in Ozeanographie. Er ist Fellow der Royal Society und seit 1989 der National Academy of Sciences.

## Schriften
- mit Christopher Tapscott Geschichte des Atlantik, Spektrum der Wissenschaft, August 1979